# Estación de Euston
Euston [ˈjuːstən] es una estación ferroviaria situada en el norte del área central de la ciudad de Londres, en el distrito de Camden.
Es la estación terminal de la línea West Coast Main Line, que connecta Londres con el oeste y noroeste de Inglaterra, el norte de Gales y algunas zonas de Escocia. Entre los destinos figuran Northampton, Coventry, Birmingham, Stoke-on-Trent, Liverpool, Mánchester, Preston, Carlisle, Glasgow y Holyhead (donde hay una conexión de transbordador hacia Dublín). Se encuentra a poca distancia de la estación de King's Cross, final de la East Coast Main Line, por lo que son corrientes los enlaces a pie entre estas estaciones.

## Historia
Euston fue la primera estación ferroviaria del interior de Londres al otro lado del río, algo que actualmente es difícil de notar, ya que la estación fue reconstruida completamente en estilo internacional. Fue inaugurada el 20 de julio de 1837 como estación término de la compañía London and Birmingham Railway. Fue planeada por el conocido arquitecto Philip Hardwick. Se componía tan sólo de 2 vías, una de salidas y otra de llegadas. Hasta 1844, los trenes llegaban a la estación gracias a la pendiente de la línea y salían mediante cables hasta Camden Town, puesto que no estaba autorizado usar locomotoras en Euston.
El tráfico de la estación aumentó rápidamente, por lo que recibió varias ampliaciones sucesivas, especialmente en la década de 1840. La principal en 1849 incluía un gran hall en estilo clásico, con numerosas esculturas entre ellas alegorías a las ciudades con las que enlazaba (Liverpool, Mánchester, etc.).
La estación continuó en el mismo estado hasta la década de los años 1960. Todo el conjunto en estilo clásico fue demolido y sustituido por un edificio completamente nuevo. El estilo internacional del edificio surge como símbolo de la modernización del ferrocarril en un momento en el que las líneas estaban siendo electrificadas, lo que incluye el uso de unidades de tren mucho más modernas.
El nuevo conjunto fue inaugurado en 1968, aunque las obras en el entorno y la nueva plaza frente a la estación continuaron posteriormente. En 1970 se inauguró el conjunto completo, incluyendo torres de oficinas.
Se han propuesto varias futuras ampliaciones de la estación, y que la estación sea el origen de la línea de alta velocidad HS2, que uniría Londres con algunas de las principales ciudades del Reino Unido.

## Servicios

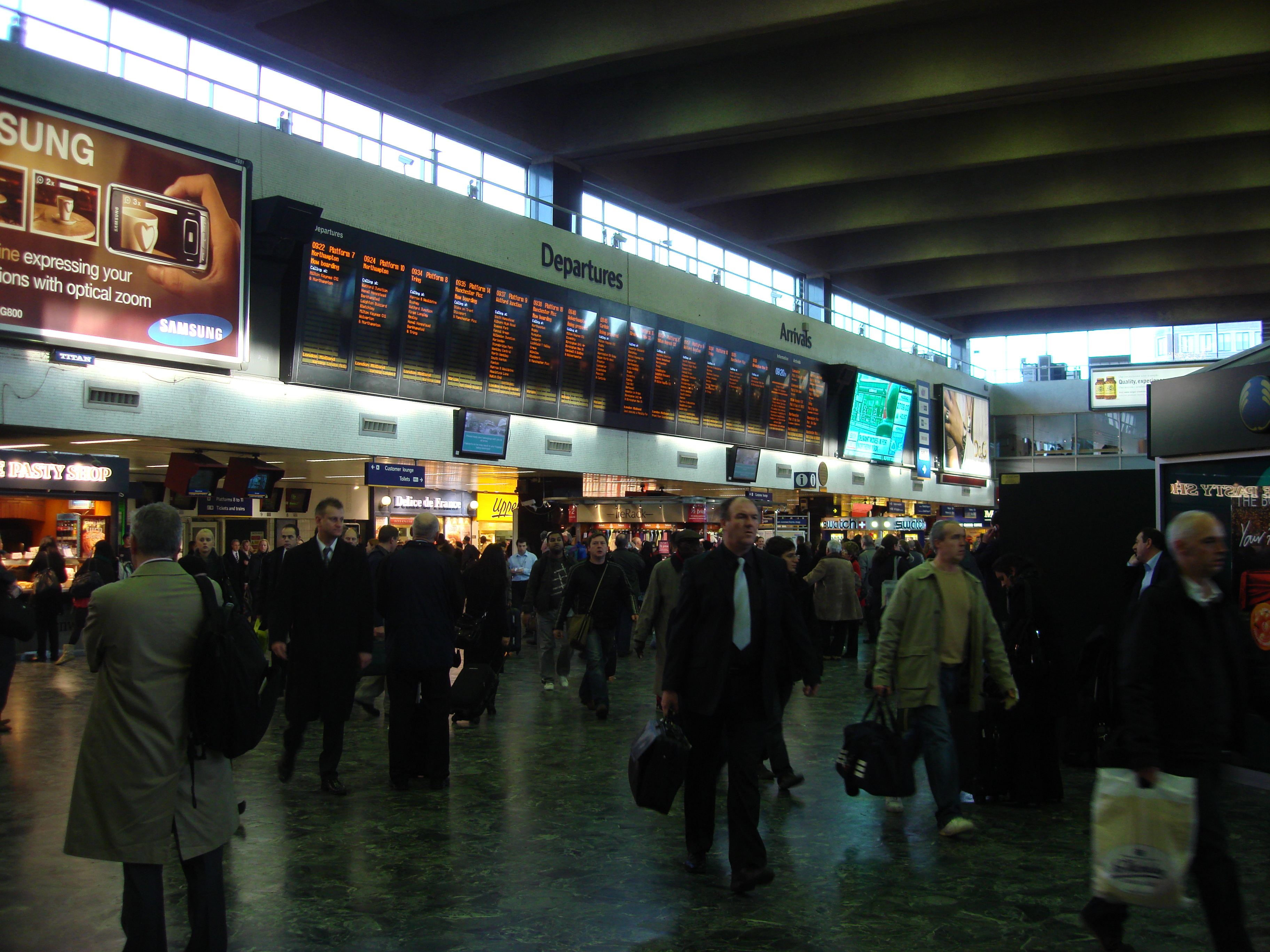
Hall de la estación.

La estación reúne servicios de media distancia hacia los Midlands y una línea del London Overground, con servicios de larga distancia que unen Londres con las principales ciudades del oeste del Reino Unido.
Los andenes 1 a 7 y 12 a 18 son utilizados por Virgin Trains para servicios frecuentes de larga distancia hacia las ciudades de Birmingham, Mánchester, Liverpool, Chester y Glasgow, con alguna frecuencia al día hasta Edimburgo.
Los andenes 8 a 15 y 17 son empleados por London Midlands para los trenes hacia Midlands.
El andén 9 sirve para la línea del London Overground, que comienza en Euston y finaliza en Watford Junction.
Además, la compañía FirstScot Rail usa la estación como origen de sus servicios nocturnos con coches cama que conectan Londres con gran parte de Escocia.